# Оливје Рокус
Оливје Лоран Пјер Рокус (фр. Olivier Laurent Pierre Rochus; 18. јануар 1981, Намир, Белгија) је професионални тенисер из Белгије. У каријери је освојио два АТП 250 трунира у појединачној конкуренцији, као и један Гренд слем турнир у пару са земљаком Гзавјеом Малисом.
Са висином од 168 цм спада међу најниже играче на АТП листи.
Један је од ретких тенисера који има изједначен однос победа и пораза (3–3) са Новаком Ђоковићем.

## Гренд слем финала

### Парови: 1 (1–0)
| Исход  | Турнир      | Година | Подлога | Партнер      | Противници                  | Резултат |
| Победа | Ролан Гарос | 2004   | Шљака   | Гзавје Малис | Микаел Љодра Фабрис Санторо | 7–5, 7–5 |

## АТП финала

### Појединачно: 10 (2–8)
| Исход  | Турнир     | Година | Подлога | Противник у финалу | Резултат        |
| Победа | Палермо    | 2000   | Шљака   | Дијего Наргизо     | 7–6(16–14), 6–1 |
| Пораз  | Копенхаген | 2002   | Тврда   | Ларс Бургсмилер    | 3–6, 3–6        |
| Пораз  | Копенхаген | 2003   | Тврда   | Карол Кучера       | 6–7(4–7), 4–6   |
| Пораз  | Окланд     | 2005   | Тврда   | Фернандо Гонзалез  | 4–6, 2–6        |
| Победа | Минхен     | 2006   | Шљака   | Кристоф Влиген     | 6–4, 6–2        |
| Пораз  | Бомбај     | 2007   | Тврда   | Ришар Гаске        | 3–6, 4–6        |
| Пораз  | Стокхолм   | 2009   | Тврда   | Маркос Багдатис    | 1–6, 5–7        |
| Пораз  | Њупорт     | 2010   | Трава   | Марди Фиш          | 7–5, 3–6, 4–6   |
| Пораз  | Њупорт     | 2011   | Трава   | Џон Изнер          | 3–6, 6–7(6–8)   |
| Пораз  | Окланд     | 2012   | Тврда   | Давид Ферер        | 3–6, 4–6        |